# Lewis Fry Richardson
Lewis Fry Richardson   (Newcastle upon Tyne, 11 d'octubre de 1881 - Kilmun, 30 de setembre de 1953) va ser un matemàtic, físic, meteoròleg i psicòleg anglès.

## Vida i Obra
Richardson va néixer en una família de quàquers que havien sigut adobers de pells en els darrers tres-cents anys. Va fer els seus estudis elementals a l'escola de la seva vila, Newcastle, i els estudis secundaris (1894-1898) a la Bootham School, una escola a York regentada pels quàquers i on va rebre unes fortes conviccions morals i religioses a més d'una bona educació en ciències. Després de dos cursos al Durham College of Science de Newcastle (actual universitat de Newcastle) estudiant matemàtiques, física i química, va ingressar el 1900 al King's College, Cambridge, en el qual es va graduar el 1903 en ciències naturals.
Els deu anys següents va estar treballant per empreses privades, per la universitat d'Aberystwyth, pel laboratori nacional de Física i pel Manchester College of Technology (actual universitat de Manchester); fins que el 1913 va ser contractat com superintendent de l'observatori d'Eskdalemuir del Met Office (el servei meteorològic britànic). L'esclat de la Primera Guerra Mundial va significar un greu conflicte moral per Richardson, ja que, com a pacifista quàquer, no podia acceptar la guerra i es va declarar objector de consciència, declaració que li va barrar el pas futur a qualsevol universitat britànica. El 1916 se'n va anar a França, enrolat a la Friends' Ambulance Unit, traslladant els ferits de la 16ena Divisió d'Infanteria britànica.
Acabada la guerra, el 1919 va retornar al Met Office, però va haver de dimitir el 1920 perquè el servei meteorològic va passar a dependre del Ministeri de l'Aire i novament, les seves conviccions pacifistes l'impedien seguir treballant allà. Entre 1920 i 1929 va ser professor de física al Westminster Training College (Londres), època en la qual també va estudiar psicologia al University College de Londres. Entre 1929 i 1940 va ser director del Paisley Technical College and School of Art (actualment universitat de l'Oest d'Escòcia). El 1940 es va retirar a viure al petit poble de Kilmun (Argyll and Bute) on va viure humilment fins a la seva mort el 1953, continuant els seus estudis sobre les guerres.
Richardson va fer importants aportacions en anàlisi numèrica i mecànica de fluids. Va ser l'introductor del concepte de fractal. La seva metodologia per al model numèric de predicció meteorològica va ser adoptada pels moderns especialistes en la matèria. A més, va ser un dels iniciadors de l'estudi sistemàtic de les causes de les guerres.
Les seves Obres Escollides va ser editades el 1993 en dos volums: el primer volum, dedicat a l'anàlisi numèrica, els fractals i la meteorologia, editat per P.G. Drazin i el segon volum, dedicat a la psicologia quantitativa i als estudis sobre els conflictes bèl·lics, editat per Ian Sutherland.
En total va publicar un centenar d'articles a revistes científiques de prestigi, dels quals una trentena són sobre meteorologia i una altra trentena sobre les causes de la guerra.
El 1959, la universitat de Lancaster va crear el Richardson Institute d'estudis sobre la pau i la resolució de conflictes. El 1997 l'Unió de Geociències Europea va establir la medalla Lewis Fry Richardson per guardonar les contribucions excepcionals en geofísica no lineal.